# Nick Venema
Nick Venema (Austerlitz, 9 aprile 1999) è un calciatore olandese, attaccante del Dordrecht.

## Caratteristiche tecniche
È un centravanti forte fisicamente e con una buona accelerazione.

## Carriera
Cresciuto nelle giovanili dell'Utrecht, ha esordito in prima squadra il 12 febbraio 2017 in occasione del match di Eredivisie perso 3-0 contro il PSV.
Ha segnato la sua prima rete il 29 ottobre successivo marcando il definitivo 2-2 al '78' del match casalingo contro il NAC Breda.
Il 28 agosto 2019 passa in prestito all'Almere City.